# Distretto di Huangshigang
Il distretto di Huangshigang (黄石港区S, Huángshígǎng QūP) è un distretto della Cina, situato nella provincia di Hubei e amministrato dalla prefettura di Huangshi.